# Max Zaslofsky
Max Zaslofsky (Brooklyn, 7 dicembre 1925 – New Hyde Park, 15 ottobre 1985) è stato un cestista, allenatore di pallacanestro e dirigente sportivo statunitense, professionista nella BAA, nella NBA e nell'ABA.

## Statistiche

### NBA

#### Regular Season
| Anno      | Squadra           | PG  | PT | MP   | TC%  | 3P% | TL%  | RP  | AP  | PRP | SP | PP   |
| --------- | ----------------- | --- | -- | ---- | ---- | --- | ---- | --- | --- | --- | -- | ---- |
| 1946-1947 | Chicago Stags     | 61  | -  | -    | 32,9 | -   | 73,7 | -   | 0,7 | -   | -  | 14,4 |
| 1947-1948 | Chicago Stags     | 48  | -  | -    | 32,3 | -   | 78,4 | -   | 0,6 | -   | -  | 21,0 |
| 1948-1949 | Chicago Stags     | 58  | -  | -    | 35,0 | -   | 84,0 | -   | 2,6 | -   | -  | 20,6 |
| 1949-1950 | Chicago Stags     | 68  | -  | -    | 35,1 | -   | 84,3 | -   | 2,3 | -   | -  | 16,4 |
| 1950-1951 | N.Y. Knicks       | 66  | -  | -    | 35,4 | -   | 77,5 | 3,5 | 2,1 | -   | -  | 13,7 |
| 1951-1952 | N.Y. Knicks       | 66  | -  | 32,0 | 33,6 | -   | 75,5 | 2,9 | 2,4 | -   | -  | 14,1 |
| 1952-1953 | N.Y. Knicks       | 29  | -  | 24,9 | 38,4 | -   | 69,0 | 2,6 | 1,9 | -   | -  | 11,9 |
| 1953-1954 | Baltimore Bullets | 11  | -  | 38,0 | 35,2 | -   | 76,7 | 3,9 | 3,0 | -   | -  | 16,4 |
| 1953-1954 | Milwaukee Hawks   | 9   | -  | 33,2 | 34,1 | -   | 71,2 | 3,1 | 2,6 | -   | -  | 15,1 |
| 1953-1954 | Ft. Wayne Pistons | 45  | -  | 25,9 | 38,2 | -   | 69,3 | 2,0 | 2,2 | -   | -  | 11,0 |
| 1954-1955 | Ft. Wayne Pistons | 70  | -  | 26,6 | 32,8 | -   | 70,2 | 2,7 | 2,9 | -   | -  | 11,2 |
| 1955-1956 | Ft. Wayne Pistons | 9   | -  | 20,2 | 35,8 | -   | 85,7 | 1,8 | 1,8 | -   | -  | 9,8  |
| Carriera  | Carriera          | 540 | -  | 28,3 | 34,3 | -   | 76,9 | 2,8 | 2,0 | -   | -  | 14,8 |

#### Playoffs
| Anno     | Squadra           | PG | PT | MP   | TC%  | 3P% | TL%  | RP  | AP  | PRP | SP | PP   |
| -------- | ----------------- | -- | -- | ---- | ---- | --- | ---- | --- | --- | --- | -- | ---- |
| 1947     | Chicago Stags     | 11 | -  | -    | 30,2 | -   | 65,9 | -   | 0,4 | -   | -  | 13,5 |
| 1948     | Chicago Stags     | 5  | -  | -    | 34,1 | -   | 78,7 | -   | 0,0 | -   | -  | 19,4 |
| 1949     | Chicago Stags     | 2  | -  | -    | 30,6 | -   | 77,8 | -   | 3,0 | -   | -  | 22,0 |
| 1950     | Chicago Stags     | 2  | -  | -    | 46,9 | -   | 83,3 | -   | 3,0 | -   | -  | 22,5 |
| 1951     | N.Y. Knicks       | 14 | -  | -    | 40,6 | -   | 74,0 | 4,1 | 2,7 | -   | -  | 17,9 |
| 1952     | N.Y. Knicks       | 14 | -  | 36,1 | 37,3 | -   | 80,9 | 3,1 | 1,6 | -   | -  | 16,2 |
| 1954     | Ft. Wayne Pistons | 4  | -  | 24,5 | 30,6 | -   | 86,7 | 0,8 | 1,5 | -   | -  | 8,8  |
| 1955     | Ft. Wayne Pistons | 11 | -  | 11,7 | 40,9 | -   | 80,0 | 1,5 | 1,6 | -   | -  | 4,7  |
| Carriera | Carriera          | 63 | -  | 25,3 | 36,0 | -   | 77,2 | 2,8 | 1,6 | -   | -  | 14,3 |

### Allenatore

#### ABA
| Stagione  | Squadra        | Regular Season | Regular Season | Regular Season | Regular Season | Regular Season            | Post Season                              |
| Stagione  | Squadra        | V              | P              | % V            | G              | Posizione finale          | Post Season                              |
| --------- | -------------- | -------------- | -------------- | -------------- | -------------- | ------------------------- | ---------------------------------------- |
| 1967-1968 | N.J. Americans | 36             | 42             | 46,2           | 78             | 5º nella Eastern Division | Sconfitto a tavolino Tiebreaker Playoffs |
| 1968-1969 | N.Y. Nets      | 17             | 61             | 21,8           | 78             | 5º nella Eastern Division | Manca i play-off                         |
|           | Carriera ABA   | 53             | 103            | 34,0           | 156            |                           |                                          |

## Palmarès
- 3 volte All-BAA First Team (1947, 1948, 1949)
- All-NBA First Team (1950)
- NBA All-Star (1952)
- Miglior marcatore BAA (1948)
- Miglior tiratore di liberi NBA (1950)